# Thesprotia
Thesprotia (Grieks: Θεσπρωτία; Nederlands: Thesprotië) was een departement (nomos) in de Griekse regio Epirus. De hoofdstad is Igoemenitsa en het departement had 46.091 inwoners (2001).

## Geografie
Het departement grenst aan de Albanese prefecturen Gjirokastër en Vlorë in het noorden, en de Griekse departementen Ioannina in het oosten en Preveza in het zuiden. In het westen ligt de Ionische Zee, met aan de overkant het eiland Korfoe.
Thesprotía is een vrij bergachtig gebied met alleen de rivier de Acheron op de grens met Preveza als noemenswaardige rivier.

## Plaatsen[2]
Door de bestuurlijke herindeling (Programma Kallikrates) werden de departementen afgeschaft vanaf 2011. Het departement “Thesprotia” werd een regionale eenheid (perifereiaki enotita). Er werden eveneens gemeentelijke herindelingen doorgevoerd, in de tabel hieronder “GEMEENTE” genoemd.
| Plaats          | Hoofdplaats (vroeger) | Postcode | GEMEENTE    | Hoofdplaats van de gemeente |
| --------------- | --------------------- | -------- | ----------- | --------------------------- |
| Acherontas      | Gardiki               | 460 31   | Souli       | Paramythia                  |
| Filiates        |                       | 463 00   | Filiates    | Filiates                    |
| Igoemenitsa(nl) |                       | 461 00   | Igoumenitsa | Igoumenitsa                 |
| Margariti       |                       | 460 30   | Igoumenitsa | Igoumenitsa                 |
| Paramythia      |                       | 462 00   | Souli       | Paramythia                  |
| Parapotamos     |                       | 461 00   | Igoumenitsa | Igoumenitsa                 |
| Sagiada         | Asprokklisi           | 463 00   | Filiates    | Filiates                    |
| Syvota          | Plataria              | 461 00   | Igoumenitsa | Igoumenitsa                 |
| Perdika         |                       | 461 00   | Igoumenitsa | Igoumenitsa                 |
| Souli           | Samonida              | 460 31   | Souli       | Paramythia                  |

Arta · Ioannina · Preveza · Thesprotia
Acarnanië · Achaea · Aenianië · Aetolië · Aperantië · Arcadië · Argolis · Athamanië · Attica · Boeotië · Chalkidiki · Chaonië · Dassaretië · Dolopië · Doris · Elis · Epirus · Evia · Histiaeotis · Korinthië · Laconië · Lokris · Macedonië · Magnesië · Malis · Megaris · Messenië · Molossis · Mygdonië · Oetaea · Parauaea · Pelagonië · Pelasgiotis · Perrhaebië · Phocis · Phthiotis · Piërië · Thesprotië · Thessaliotis · Thessalië · Tymphaea